# Julij Betetto

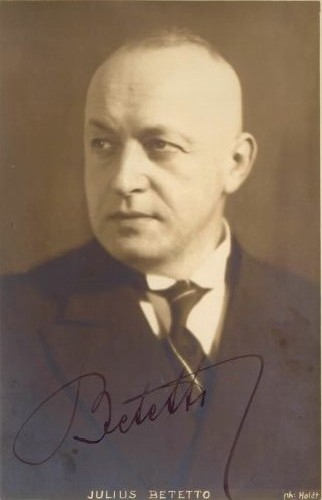
Julius Betetto, 1930

Julij Betetto (27. August 1885 in Laibach – 14. Januar 1963 ebendort), auf deutschsprachigen Bühnen Julius Betetto, war ein slowenischer Opernsänger der Stimmlage Bass, Komponist und Gesangslehrer. Er wurde 1909 als Ensemblemitglied der k. u. k. Hofoper zu Wien verpflichtet und war 1939 Gründungsrektor der Musikakademie Ljubljana.

## Leben und Werk
Betetto sang im Chor des Arbeiterverbandes und studierte zunächst in Laibach bei Fran Gerbič. Er debütierte 1903 am dortigen Opernhaus als Micha in Smetanas Verkaufter Braut. 1907 ging er zu weiteren Studien nach Wien und besuchte das Konservatorium der Stadt Wien. Vom damaligen Hofoperndirektor Gustav Mahler erhielt er ein Empfehlungsschreiben. Zu einem Engagement an der Hofoper kam es aber erst später, am 28. Dezember 1909 verzeichnet das Archiv der Wiener Staatsoper seine erste Vorstellung im Haus am Ring, den Eremiten in Webers Freischütz, den er in weiteren 28 Vorstellungen übernehmen sollte. Er blieb Ensemblemitglied der Hofoper, der späteren Staatsoper, bis 1922, sang sowohl große als auch kleinere Rollen und soll mehr als tausend Vorstellungen bestritten haben. In diesen Jahren demonstrierte er seine vielseitige Einsetzbarkeit, im komischen, wie im ernsten Fach. Bei der Wiener Erstaufführung des Wagnerischen Parsifal am 14. Januar 1914 wurde ihm die Rolle des Titurel übertragen. Er war an mehreren Uraufführungen beteiligt, 1910 an Bittners Der Musikant, 1912 an d’Alberts Die verschenkte Frau, in der Folge auch bei zwei Werken von Hugo von Hofmannsthal und Richard Strauss – am 4. Oktober 1916 als Truffaldin in der Zweitfassung der Ariadne auf Naxos und am 10. Oktober 1919 als Der Einarmige in der Frau ohne Schatten. Den Truffaldin sang er in Wien insgesamt 41-mal, den Einarmigen 18-mal. In 102 Vorstellungen übernahm er den Polizeikommissar im Rosenkavalier, in 74 Vorstellungen war er der Hans Schwarz in den Meistersingern von Nürnberg, in 60 Vorstellungen der Collins in Puccinis La Bohème. Im Mozart-Fach verkörperte er den Masetto (22-mal), den Sarastro (2-mal), den Gärtner Antonio (26-mal) und den Don Bartolo (3-mal). In 59 Vorstellungen übernahm er die Rolle des Reinmar von Zweter im Tannhäuser, in 56 den Titurel im Parsifal, in 48 den Tommaso in Tiefland und in 42 den tiefsten der Bässe, den Sparafucile in Verdis Rigoletto. In Verdis Maskenball sang er den Verschwörer Tom, Graf Warting und Berkley (52-mal), in dessen Aida verkörperte er den König (40-mal), in Puccinis Tosca gestaltete er den Mesner (32-mal). Im komischen Fach übernahm er jeweils 14-mal den Lefont in Lortzings Zar und Zimmermann und den Simone in Puccinis Gianni Schicchi. Als 1922 erstmals bei den Salzburger Festspielen Opern gespielt wurden, war Betetto der Don Bartolo in Figaros Hochzeit (es dirigierte Franz Schalk) und als Einspringer auch der Masetto im Don Juan (es dirigierte Richard Strauss). Zu seinen zentralen Partien zählten auch der Kemal in Smetanas Verkaufter Braut und der Mephisto in Gounods Faust. 1923 kehrte er an die nunmehrige Slowenische Nationaloper in Ljubljana zurück, erst als Sänger, später auch als Mitglied des Direktoriums. Kutsch/Riemens bezeichnen ihn als den bedeutendsten slowenischen Sänger seiner Zeit. Von 1930 bis 1932 war er an der Bayerischen Staatsoper in München engagiert. Auch dort wurde er in zwei Uraufführungen besetzt – am 12. November 1931 in Hans Pfitzners Das Herz und am 8. April 1932 in Robert Hegers Bettler Namenlos. 1954 feierte er im Opernhaus von Ljubljana als Don Basilio im Barbier von Sevilla sein 50-jähriges Bühnenjubiläum.
Betetto war bereits während seiner Wiener Jahre ein gefragter Konzertsänger. Diese Tätigkeit setzte er bis ins hohe Alter fort. Er wirkte lange Jahre auch als Gesangslehrer. 1933 wurde er als Direktor des Konservatoriums für Musik in Ljubljana berufen. Aus dieser Institution ging 1939 die Musikakademie Ljubljana hervor, deren erster Rektor Betetto wurde. Zu seinen Schülern zählten Cvetka Ahlin, Drago Cuden, Rudolf Francl, Valeria Heybalova, Latko Koroshetz, Marjan Rus, Samo Smerkolj, Slavko Štrukel, Nada Vidmar-Stritar und Vanda Zikherl.

## Ehrung, Gedenken
1951 bekam er für seine künstlerische und pädagogische Arbeit den Prešeren-Preis zugesprochen.
In Ljubljana wurde ein Denkmal für den Sänger und Lehrer errichtet. Es wurde von Stojan Batič (1925–2015) gestaltet und besteht aus einer Marmorbüste und einem Baldachin. Es befindet sich neben dem Opernhaus, dem er mehrere Jahrzehnte hindurch verbunden war.